# 达州银行
达州银行的前身达州市商业银行成立于2009年12月23日，是四川省最后一家由城市信用社改建的城市商业银行。2017年7月3日，经中国银监会正式批准更名为“达州银行”。